# Macromia malleifera
Macromia malleifera är en trollsländeart som beskrevs av Maurits Anne Lieftinck 1955. Macromia malleifera ingår i släktet Macromia och familjen skimmertrollsländor. IUCN kategoriserar arten globalt som livskraftig. Inga underarter finns listade i Catalogue of Life.